# Ґальський муніципалітет
Ґальський муніципалітет — адміністративна одиниця Абхазької Автономної Республіки, Грузія. Адміністративний центр — Ґалі. Територія муніципалітету контролюється самопроголошеною невизнаною Республікою Абхазія. Згідно із законодавством Грузії, ці території визнаються окупованими Росією.

## Географія
Ґальський муніципалітет розташований на річці Ерісцкалі (Ерцкар) (притока Окума) Колхидської низовини. На території муніципалітету знаходиться Інґурська ГЕС, яка хоча й частково зруйнована, все ж є єдиним джерелом ‎електроенергії для самопроголошеної не признаної Республіки Абхазія. За радянських часів на річці Інґурі був побудований каскад станцій — перепадні ГЕС, частина яких знаходиться в Грузії, частина в Абхазії. Річка Інґурі вважається лінією поділу між Грузією та самопроголошеною не признаною Республікою Абхазія.
Дістатися в муніципалітет можна тільки по автодорозі, так як залізниця після грузино-абхазького конфлікту була розібрана.

## Історія
До 1917 року територія Ґальського муніципалітету входила до складу Сухумського округу Кутаїської губернії. У 1921 році був створений Самурзаканський район, який у 1939 році був перейменований у Ґальський район. У 1995 році сепаратистська абхазька влада передали північну частину Ґальського району колишньої Абхазької АРСР до складу Очамчирського і Ткварчельському районів.

## Населення
Населення муніципалітету станом на 2011 рік становить 30 356 осіб. Населення району в 2003 році становило 29 287 осіб.
У 1989 році населення муніципалітету становило 79 688 осіб.
| Грузини         | Абхази      | Вірмени     | Греки       | Росіяни       | Українці    | Осетини    |
| --------------- | ----------- | ----------- | ----------- | ------------- | ----------- | ---------- |
| 74.712 (93,8 %) | 627 (0,8 %) | 530 (0,7 %) | 224 (0,3 %) | 2.480 (3,1 %) | 600 (0,8 %) | 73 (0,1 %) |

На негативну динаміку чисельності населення, насамперед, вплинув збройний конфлікт на початку 1990-их років, коли з Абхазії масово виїжджали грузини.

### Національний склад
Ґальський муніципалітет населений грузинами. Національний склад станом на 2003 рік:
| Грузини | Абхази | Вірмени | Греки | Росіяни | Українці | Осетини |
| ------- | ------ | ------- | ----- | ------- | -------- | ------- |
| 98,7 %  | 0,4 %  | 0,1 %   | 0,1 % | 0,5 %   | 0,1 %    | 0,1 %   |

## Етнічні чистки грузинів
Після падіння Сухумі, під час грузино-абхазького конфлікту, Ґальський муніципалітет був єдиною місцевістю в Абхазії, яка зберегла велике етнічно грузинське населення. Етнічний склад Ґальського району відрізнявся від решти Абхазії. Район здебільшого населяли етнічні грузини і він ніколи під час конфлікту не перебував у зоні будь-яких воєнних дій. На початку 1994 року абхазькі сепаратисти, зіткнувшись із реальністю великої етнічної грузинської присутності у межах Абхазії, продовжили політику етнічної чистки і насильницького вигнання етнічних грузинів. Спостерігачі ООН стали свідками того, як розгорталися події 1994 року. З 8 по 13 лютого абхазьке сепаратистське ополчення і їхні союзники напали на села та інші населені пункти Гальського району, та чинили вбивства і зґвалтування, знищували будинки (в результаті було зруйновано близько 4200 будинків). Попри присутність російських миротворчих сил від СНД у 1995—1996 роках тривали різанина і масові вбивства етнічних грузинів, що призвело до 450 смертей і тисяч вимушених переселенців, які ринулися в східному напрямку.
З 1994 по 1998 рік близько 60 000 грузинських біженців стихійно повернулися на територію Ґальського муніципалітету, але десятки тисяч змушені були знову переселятися, коли в 1998 році в Ґальському муніципалітеті поновилися бойові дії. І все ж таки, з 1998 року в Ґальський муніципалітет повернулися від 40 до 60 тис. біженців, включаючи осіб, які щодня їздять на роботу і назад через лінію припинення вогню, та сезонних робітників, що мігрують відповідно до сільськогосподарських циклів. Ситуація з правами людини в населених грузинами місцевостях Ґальського муніципалітету залишається нестійкою. ООН та інші міжнародні організації досі безуспішно закликають абхазькі фактичні органи влади «утримуватися від вжиття заходів, несумісних із правом на повернення і з міжнародними нормами у галузі прав людини, такими як дискримінаційне законодавство … [та] співпрацювати при створенні постійного міжнародного бюро з прав людини в Ґалі і допускати цивільну поліцію ООН без подальшого зволікання».

## Освіта
Відбувається витіснення грузинської мови з освіти, при тому, що грузини становлять 98,7 % населення окупованого муніципалітету. Спочатку було зведено до мінімуму викладання грузинської мови та літератури, надавши грузинській мові статус іноземної. У 2014 році сепаратистська адміністрація президента Абхазії ухвалила рішення, з 1 вересня 2015 року заборонити викладання грузинкою мовою у 11 грузинських школах Ґальського муніципалітету. Всі предмети викладаються російською мовою за підручниками, виданими в Москві.

## Інґурська ГЕС
Інґурська ГЕС є найбільшою на Кавказі, побудована в 1978 році. Висота греблі 271,5 метри, і за цим параметром вона займає 4-е місце у світі. ГЕС являє собою гребле-дериваційну гідроелектростанцію. Потужність ГЕС —– 1300 МВт, середньорічний видобуток енергії – 4430 млн.кВт/год. У будівлі ГЕС встановлено п'ять гідроагрегатів з вертикальними радіально-осьовими турбінами. Турбіни приводять в дію гідрогенератори потужністю по 260 МВт. Напірні споруди ГЕС утворюють Джаварське (Інґурське) водосховище з обсягом у 1110 млн.м³ та корисним об'ємом 676 млн.м³. Станція експлуатується спільно Грузією та самопроголошеною Республікою Абхазією. У 1992 році між грузинською та абхазькою сторонами була досягнута домовленість про розподіл вироблення електроенергії з Інґурської ГЕС в пропорції 60 % (Грузія) і 40 % (Абхазія).